# Lysiteles distortus
Lysiteles distortus là một loài nhện trong họ Thomisidae.
Loài này thuộc chi Lysiteles. Lysiteles distortus được miêu tả năm 2008 bởi Guo Tang et al..